# Tyga

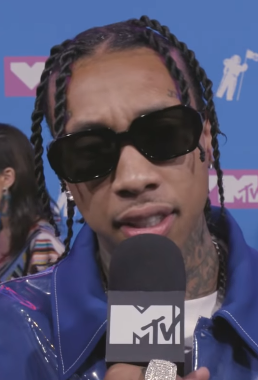
Tyga bei den MTV Video Music Awards (2018)

Tyga (* 19. November 1989 in Compton, Kalifornien; bürgerlich Michael Ray Nguyen-Stevenson) ist ein US-amerikanischer Rapper und Musikproduzent, der von 2007 bis 2014 bei dem Label Young Money Entertainment unter Vertrag war. Sein internationaler Durchbruch gelang ihm 2009, insbesondere durch das Lied Rack City. Der Name „Tyga“ ist ein Akronym von „Thank You God Always“. Er ist auch unter dem Namen „T-Raww“, meistens durch seine selbst produzierten Videos, aber auch durch seine von L.A. Gear produzierten Sportschuhe „T-Raww Runners“, bekannt. Der Name seiner eigenen Modemarke und seines Musik-Labels ist „Last Kings“, wo z. B. Honey Cocaine oder A.E. angestellt sind.

## Biografie

### Früheres Leben
Michael Ray Nguyen-Stevenson wurde in Compton im US-Bundesstaat Kalifornien geboren. Im Alter von elf Jahren zogen er und seine Familie nach Gardena, was ebenfalls in Kalifornien liegt. Er ist sowohl vietnamesischer, als auch jamaikanischer Abstammung. Bereits sein frühes Interesse an Musikern wie Fabolous, Lil Wayne, Cam’ron und Eminem beeinflusste seinen späteren Musikstil.
Der Ursprung seines Künstlernamens hat zwei Gründe: zum einen sagt er, seine Mutter fand, er hätte als Baby ausgesehen wie Tiger Woods, also hätte sie ihm den Spitznamen "Tiger" gegeben. Diesen wollte er für sich als Künstlernamen verwenden, machte aber daraus „Tyga“ als Akronym für „Thank You God Always“, wie er in Keeping Up With The Kardashians erzählt. In einem, auf Twitter geposteten Status schrieb er „Wenn du 14 und ehrgeizig bist, dann setz nicht auf etwas Bestimmtes. Es ist kein vorgeschriebenes Fernsehprogramm, wofür wir alle leben.“

### Privates
Tyga traf am 5. Oktober 2011 auf der F.A.M.E-Tour After-Party mit Chris Brown im King-of-Diamonds-Club in Miami erstmals das Urbanmodell und Stripperin Blac Chyna. Sie war kurz darauf als Hauptdarstellerin in Tygas offiziellem Musikvideo seines Tracks Rack City zu sehen. Am 9. November 2011 wurden sie offiziell ein Paar und waren im März 2012 auf dem Cover des „Urban Ink“-Magazins zu sehen. Noch im selben Monat kursierten Gerüchte um eine Schwangerschaft von Blac Chyna durch die Medien. Im Juli 2012 wurde das Gerücht bestätigt, als Tyga und Blac Chyna im Six-Flags-Freizeitpark versuchten, ihren deutlich zu erkennenden Babybauch zu verstecken. Am 16. Oktober 2012 kam ihr Sohn, King Cairo Stevenson auf die Welt. Tyga kaufte daraufhin für die neue Familie eine 6,5-Millionen-Dollar-teure Villa in Calabasas, Kalifornien. Beide Eltern tragen ein Tattoo des Namens ihres Sohnes. Im Dezember 2012 bestätigte Blac Chyna, dass sie und Tyga sich auf Grund ihres Sohnes kurzzeitig aus dem Business zurückziehen würden. Die Beziehung endete Ende des Jahres 2014.

## Karriere

### 2007–2012: Musikalische Anfänge und Durchbruch
Durch seinen Cousin Travie McCoy kam er 2007 erstmals in das Musikgeschäft. Nachdem Michael Ray Nguyen-Stevenson mehrere Mixtapes veröffentlicht hatte, erschien am 10. Juni 2008 sein Debütalbum No Introduction, das bereits ersten kommerziellen Erfolg ausmachte und als sein Debüt in den US-amerikanischen Album-Charts gilt. Daraufhin wurden DJs und Produzenten wie DJ Ill Will und DJ Rockstar auf ihn aufmerksam und begannen mit ihm zusammenzuarbeiten. Im Jahre 2010 nahm er dann zusammen mit dem US-amerikanischen Sänger und Rapper Chris Brown das aus 20 Tracks bestehende Mixtape Fan of a Fan auf, welches noch im selben Jahr erschien. Ausgekoppelt wurde die Single Deuces, bei der neben Brown und ihm auch der Rapper Kevin McCall mitwirkt. Das Lied stieg bis auf Platz 14 in den US-Charts. Außerdem wurde der Song bei der 53. Grammy-Verleihung für Beste Zusammenarbeit – Rap/Gesang nominiert.
Nach Veröffentlichung weiterer Mixtapes war sein zweites Album Careless World - Rise of the Last King ursprünglich für 2011 geplant, wurde jedoch verschoben: zuerst auf den 24. Januar 2012, später auf den 21. Februar. In Deutschland erschien es am 13. März 2012. Vorab hatte Tyga mit der Single Rack City seinen bis dahin größten Erfolg in den Single-Charts. Das Lied erreichte Platz 7 der Billboard Hot 100. Auch die folgenden Single-Auskopplungen Faded, die in Zusammenarbeit mit Lil Wayne, einem seiner damaligen Idole, sowie Make It Nasty sorgten für mehrere Chartplatzierungen und Schallplattenauszeichnungen. Nach seinen ersten Erfolgen gründete Tyga 2012 den Online-Store Last Kings. Parallel folgte die Veröffentlichung des dritten Parts seiner Well Done-Mixtape-Reihe. Der darauf vorhandene Track Do My Dance mit 2 Chainz wurde ein weiterer Erfolg in seiner Heimat.
Noch im selben Jahr produzierte er gemeinsam mit Justice Young den Pornofilm Rack City: The XXX Movie. Dieser Film wurde für den AVN Award nominiert. Zu sehen sind darin die Pornostars Skin Diamond, Jada Fire, Ice La Fox, Sophie Dee, Lexington Steele, Kristina Rose, London Keyes und Daisy Marie. Tyga spielt hierbei keine Rolle.

### 2013–2014:Hotel California&Well Done 4
Am 7. April 2013 veröffentlichte Tyga sein drittes Studioalbum Hotel California. Hierbei kollaborierte er unter anderem mit Künstlern wie Lil Wayne, Chris Brown, Rick Ross, 2 Chainz, The Game oder Wiz Khalifa. Als Produzenten traten insbesondere Cool & Dre, David D.A. Doman und ein weiteres Mal DJ Mustard in Erscheinung. Hotel California übertraf den Erfolg seines Vorgängeralbums Carless World und rückte bis in die Top-10 der US-amerikanischen Album-Chart vor sowie auch erstmals in die deutschen Album-Charts. Die daraus ausgekoppelten Lieder Dope mit Rick Ross, For the Road mit Chris Brown und Show You mit Future verschafften ihm zum einen große kommerzielle Erfolge, sowie auch ein immer stärkeres Wachsen seiner Fanbase. Der Track Molly, welcher eine Zusammenarbeit mit Wiz Khalifa bildet, sampelt den gleichnamigen Track des französischen DJs und Produzenten Cedric Gervais aus dem Jahre 2012.
Es folgten neben dem Release seines Mixtapes Well Done 4 erfolgreiche Kollaborationen mit unter anderem Kid Ink bei seinem Track Iz U Down, Bubble Butt mit Major Lazer, Bruno Mars und Mystic und der Welterfolg Loyal gemeinsam mit Chris Brown und Lil Wayne. Allesamt erreichten die Charts zahlreicher Länder, wurden mit mehreren Schallplatten ausgezeichnet und traten unter anderem bei den Billboard Awards, der NRJ Music Tour sowie beim Ministry Of Sound Festival auf. In Zusammenarbeit mit dem kanadischen DJ-Duo Dvbbs und dem US-amerikanischen Produzenten Borgeous nahm Tyga eine Vocal-Version zu dessen Erfolgssong Tsunami auf. Der Remix erhielt starke positive Kritik, jedoch folgte außer einem YouTube-Upload von Tyga selber keine weitere Art von Veröffentlichung.

### 2015:Ride Out/Fan Of A Fan: The Album
Am 16. Februar 2015 erschien ohne jegliche Promotion das Lied Ride Out in Zusammenarbeit mit Kid Ink, Rich Homie Quan, YG und Wale im Internet. Noch am selben Tag feierte auch das offizielle Musikvideo Premiere. Ride Out ist der Titel-Track vom Fast & Furious 7 Soundtrack-Album und wurde auch als Single veröffentlicht. Sowohl der Liedtext als auch das Musikvideo, welches Szenen des Films zeigt, spielen auf jenen an.
Nach dem Erfolg des ersten Fan Of A Fan und hoher Nachfrage nach einem Nachfolger, beschlossen Tyga und Chris Brown mit den Arbeiten an einem zweiten Mixtape zu beginnen. Im Herbst 2014 bestätigten sie, dass ein Release im Jahr 2015 stattfinden wird, wobei sie Fan Of A Fan 2 nicht als Mixtape, sondern als Album veröffentlichen wollten, unter dem Titel Fan Of A Fan: The Album. Am 6. Januar 2015 erschien die erste Vorab-Auskopplung des Albums mit dem Titel Ayo. Bereits innerhalb kurzer Zeit erreichte es an hoher Popularität und erreichte hohe Platzierungen in den iTunes-Charts und Single-Charts in unter anderem vielen europäischen Ländern sowie der USA und Australien. Des Weiteren erschienen selbstgeschnittene Musikvideos im Internet.
Als zweite Single-Auskopplung des Albums Fan Of A Fan: The Album erschien am 7. Februar 2015 der Track Bitches n Marijuana. Das Lied wurde in Zusammenarbeit mit dem US-amerikanischen Rapper Schoolboy Q, bekannt durch das Lied White Walls mit Macklemore und Ryan Lewis, aufgenommen. Der Song erreichte bereits nach einer Woche Platz 52 der deutschen Single-Charts. Am 17. Februar 2015 wurde ein weiteres Lied zum Download bereitgestellt. Hierbei handelte es sich um den Track Remember Me. Bereits nach wenigen Stunden stand Remember Me in den Top-20 der deutschen iTunes-Charts. Am 24. Februar 2015 erfolgte letztlich die offizielle, weltweite Veröffentlichung des Albums Fan Of A Fan: The Album.

### The Gold Album: 18th Dynasty

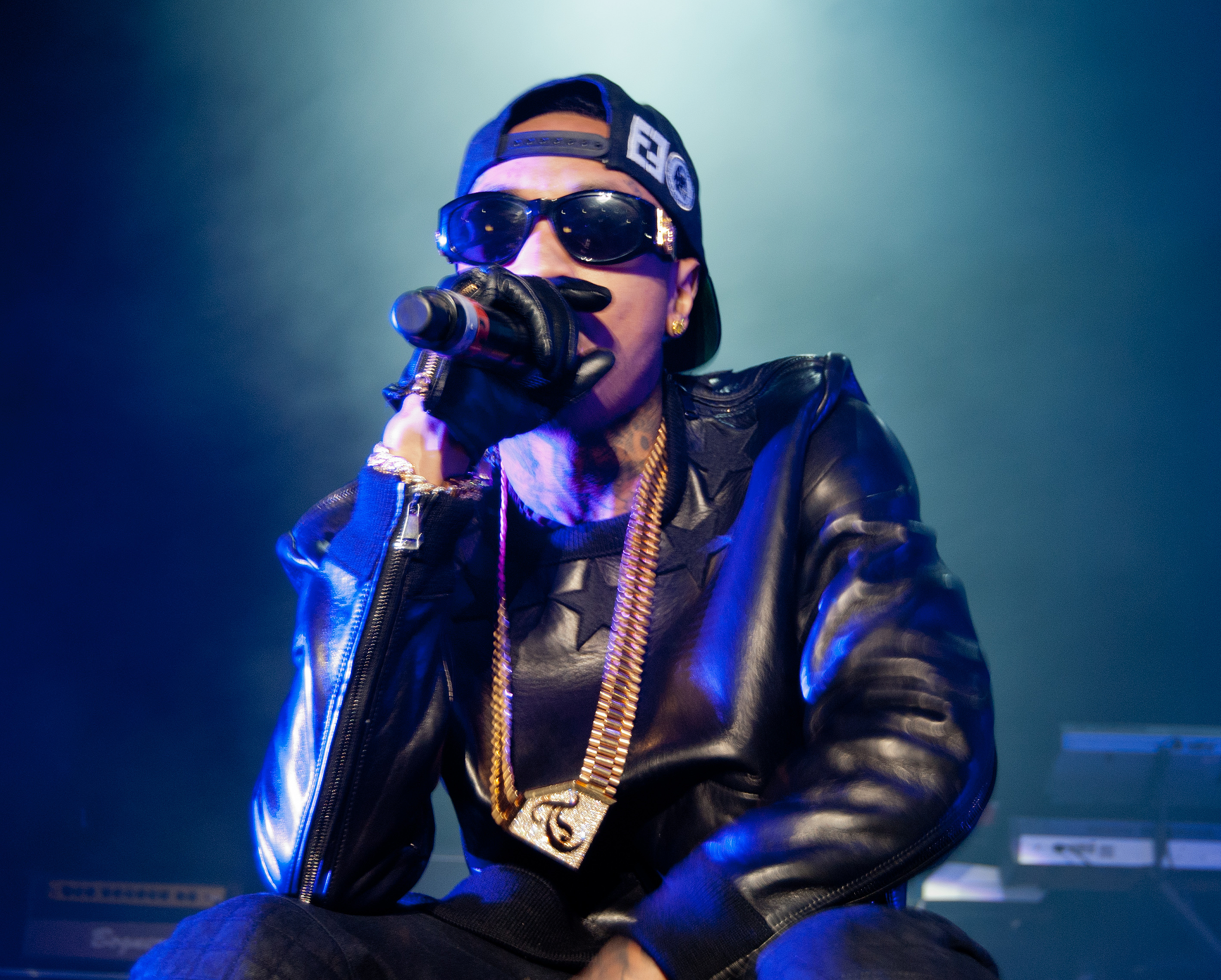
Tyga (2012)

Einen weiteren großen Erfolg landete er noch im Jahre 2014 mit dem 2013 veröffentlichten Lied Wait for a Minute, welches er in Zusammenarbeit mit dem kanadischen Sänger Justin Bieber aufnahm. Es erreichte die Single-Charts in über 10 Ländern, darunter Top-10-Platzierungen in Belgien und Dänemark. Der Titel sollte eine erste Vorabauskopplung seines folgenden Studioalbums The Gold Album: 18th Dynasty bilden, was er jedoch verworfen hat. Das Album wurde im Herbst 2013 für das Frühjahr 2014 angekündigt, der Termin wurde jedoch auf den 18. November 2014 verlegt. Es kam zu weiteren Terminverschiebungen auf den 23. Dezember 2014 und anschließend auf den 27. Januar 2015. Jedoch konnte auch dieses Releasedatum aufgrund von Auseinandersetzungen mit dem Plattenlabel Cash Money nicht eingehalten werden. Am 9. April 2014 erschien eine weitere Single. Das Lied trägt den Namen Hookah. Als Gastmusiker wirkte hierbei der US-amerikanische Rapper Young Thug mit. Platzierungen in den offiziellen Charts konnte das Lied nicht erreichen. Dennoch stieg es bis auf Platz 10 der deutschen Black-Charts und Rang 4 der US Bubbling Under Hot 100 Singles. Am 14. Oktober 2014 folgte die Single 40 Mill, die von Kanye West produziert wurde. Kurz darauf wurde eine weitere Single am 27. Oktober veröffentlicht, mit dem Titel Make It Work, welche auf seinem dritten Teil seiner Black Thoughts Mixtape-Reihe vorhanden sein wird.
Am 19. Mai 2015 erschien eine weitere Single Hollywood Niggaz, in der er indirekt die Kontroversen der letzten Zeit, die durch seine Beziehung zu Kylie Jenner entstanden sind, thematisiert. Am 16. Juni 2015 erschien die zweite Single-Auskopplung Pleazer mit dem US-amerikanischen Rapper Boosie BadAzz, die dieses Thema weiter ausstrickt. Das Album wurde ohne jegliche Ankündigung am 23. Juni 2015 von Tyga erst nur auf Spotify veröffentlicht, basierend auf seiner Aussage: „[…]might just leak it for my fans then let them make $ off it.“
Außerdem äußerte er sich zu seiner Vorgehensweise: „[…]I wanted to do something different which is why I partnered with Spotify for the launch. People can listen to it as much as they want and if they want to buy it after – cool. If not, that’s cool too.[…]“
Am 26. Juni 2015 wurde das Album auch auf iTunes veröffentlicht.
Das Album enthält neben den beiden vorher veröffentlichten Singles 10 weitere Songs, mit Gastauftritten von A.E. (Muh Fucka) und seinem Langzeitkollegen und Freund Lil Wayne (4 My Dawgs). Das Album wurde größtenteils von ihm, Mike Dean und Kanye West produziert, dessen Agentur DONDA auch das Album-Cover komplett aus Gold gestaltet hat, welches einen Horusfalken mit ausgestreckten Flügeln in der Frontansicht darstellt.
Am 15. Januar 2016 erschien die EP Rawwest Nigga Alive, das unter anderem das Lied Rumorz mit Chris Brown enthält. Parallel veröffentlichte Tyga das Lied Gone Too Far, die erste Single-Auskopplung aus dem Studio-Album BitchImTheShit2. Es folgte eine Reihe weiterer Vorab-Single-Auskopplungen, darunter die Lieder 1 of 1 und Feel Me mit Kanye West. Am 21. Juli 2017 erschien das Studioalbum. in voller Länge. In den USA erreichte das Album Platz 139. Am 23. Oktober 2017 folgte die EP Bugatti Raw.

### 2018–2019:Legendary
Im Februar 2018 veröffentlichte Tyga das Studioalbum Kyoto, das sich jedoch nicht in den Charts platzieren konnte. Es folgte das Lied Taste, das er mit Offset von Migos aufnahm. Mit diesem erreichte er erstmals seit 2011 wieder die Top-10 der US-amerikanischen Single-Charts. Swish konnte nur geringfügig an den Erfolg anschließen. In Zusammenarbeit mit Nicki Minaj veröffentlichte Tyga einen Remix zu dem Song Dip, der in den USA Goldstatus erlangte.
Im Januar 2019 veröffentlichte er die Singles Goddamn und Girls Have Fun, eine Kollaboration mit den Rappern Rich the Kid und G-Eazy.
Im Juni dieses Jahres veröffentlichte Tyga sein neues Album Legendary gefolgt von der Single Haute, eine Kollaboration mit seinem guten Freund und Kollegen Chris Brown und J Balvin. Das Album enthält unter anderem die Hitsingle Taste und eine extended Version der Single Goddamn. Die anderen Singles, die vor Albumveröffentlichung raus kamen, sind nicht auf dem Album.

### 2020:Bored in the House
Im März 2020 erschien das Lied Like it Is , das in Zusammenarbeit mit dem norwegischen DJ und Produzenten Kygo sowie der schwedischen Sängerin Zara Larsson entstand und auf Kygo 's Studioalbum  Golden Hour  enthalten ist. Am selben Tag veröffentlichte er Bored in the House, eine Kollaboration mit dem Rapper Curtis Roach. Während der Coronavirus-Pandemie entwickelte sich das Lied zu einer Art viralen Quarantäne-Hymne.
Im September 2021 nahm Tyga als Dalmatian an der sechsten Staffel der US-amerikanischen Version von The Masked Singer teil und erreichte dort den 13. von insgesamt 16 Plätzen.

## Diskografie
Studioalben

| Jahr | Titel                                 | Höchstplatzierung, Gesamtwochen, AuszeichnungChartplatzierungen (Jahr, Titel, Platzierungen, Wochen, Auszeichnungen, Anmerkungen) | Höchstplatzierung, Gesamtwochen, AuszeichnungChartplatzierungen (Jahr, Titel, Platzierungen, Wochen, Auszeichnungen, Anmerkungen) | Höchstplatzierung, Gesamtwochen, AuszeichnungChartplatzierungen (Jahr, Titel, Platzierungen, Wochen, Auszeichnungen, Anmerkungen) | Höchstplatzierung, Gesamtwochen, AuszeichnungChartplatzierungen (Jahr, Titel, Platzierungen, Wochen, Auszeichnungen, Anmerkungen) | Höchstplatzierung, Gesamtwochen, AuszeichnungChartplatzierungen (Jahr, Titel, Platzierungen, Wochen, Auszeichnungen, Anmerkungen) | Anmerkungen                                                  |
| Jahr | Titel                                 | DE | AT | CH | UK | US | Anmerkungen                                                  |
| ---- | ------------------------------------- | --- | --- | --- | --- | --- | ------------------------------------------------------------ |
| 2008 | No Introduction                       | — | — | — | — | US112 (1 Wo.)US | Erstveröffentlichung: 10. Juni 2008                          |
| 2012 | Careless World: Rise of the Last King | — | — | — | UK56 (2 Wo.)UK | US4 Platin · (30 Wo.)US | Erstveröffentlichung: 21. Februar 2012 Verkäufe: + 1.000.000 |
| 2013 | Hotel California                      | DE37 (4 Wo.)DE | — | CH75 (1 Wo.)CH | UK55 (2 Wo.)UK | US7 Gold · (14 Wo.)US | Erstveröffentlichung: 9. April 2013 Verkäufe: + 500.000      |
| 2015 | The Gold Album: 18th Dynasty          | — | — | — | — | — | Erstveröffentlichung: 23. Juni 2015                          |
| 2017 | BitchImTheShit2                       | — | — | — | — | US139 (1 Wo.)US | Erstveröffentlichung: 21. Juli 2017                          |
| 2018 | Kyoto                                 | — | — | — | — | — | Erstveröffentlichung: 16. Februar 2018                       |
| 2019 | Legendary                             | — | AT18 (2 Wo.)AT | CH17 (3 Wo.)CH | UK43 (1 Wo.)UK | US17 Platin · (18 Wo.)US | Erstveröffentlichung: 7. Juni 2019 Verkäufe: + 1.015.000     |

## Filmografie
- 2012: Rack City: The XXX Movie (Pornofilm)[14]
- 2015: Dope (Kinofilm)
- 2016: Barbershop (Kinofilm)